# Davor Šuker
Pour les articles homonymes, voir Šuker.
Davor Šuker, né le 1er janvier 1968 à Osijek en Yougoslavie (aujourd'hui en Croatie), est un footballeur international croate qui évoluait au poste d'attaquant.
Il est l'un des principaux artisans du football croate au niveau international durant les années 1990 et se distingue lors de la Coupe du monde 1998 en terminant meilleur buteur de la compétition.

## Biographie
Au cours de sa carrière, il joue pour de grands clubs européens (FC Séville, Real Madrid, Arsenal).
Sa carrière prend véritablement son envol lors de la campagne de qualification pour l'Euro 1996. La Croatie, qui participe à ses premiers matchs internationaux, surprend et bat notamment l'Italie, finaliste de la Coupe du monde 1994, à Palerme 2-1. Šuker inscrit ce jour-là les deux buts croates. La Croatie se qualifie ainsi pour l'Euro anglais. Durant cette compétition, Šuker confirme et marque notamment un superbe lob contre Peter Schmeichel en phase de poule. En quart de finale contre l'Allemagne, il inscrit un nouveau but en effectuant une roulette devant Andreas Köpke. La Croatie est éliminée par le futur vainqueur de la compétition.
Reconnu déjà pour ses performances avec le FC Séville, il profite de son été anglais pour rejoindre le prestigieux Real Madrid. Sous la houlette de Fabio Capello, il réalise une excellent première saison : il marque 24 fois en championnat et décroche le titre de champion d'Espagne. Sa seconde saison est plus délicate, puisqu'il perd sa place de titulaire au profit de Fernando Morientes. Ainsi, il ne rentre qu'à la 89e minute lors du sacre européen du Real face à la Juventus en mai 1998.
Pendant la coupe du monde 1998, il contribue largement au très beau mondial de son équipe (la Croatie). Il inscrit six buts et finit meilleur buteur de la compétition. Demi-finaliste, il obtient avec son équipe la 3e place (après la France et le Brésil) grâce à une victoire face aux Pays-Bas (2-1), où il marque le second but, juste avant la mi-temps. Il marque également le premier but lors de la demi-finale contre l'équipe de France. Ses prestations individuelles lui permettent à la fin de l'année 1998 d'accéder à la deuxième place du classement du Ballon d'or.
Les performances de Davor Šuker déclinent par la suite. Son temps de jeu au Real Madrid s'étiole. En 1998-1999, il ne joue que 19 rencontres de championnat (4 buts). Il décide alors de partir en Angleterre et de rejoindre Arsenal, qui vient de voir Nicolas Anelka partir au Real Madrid. Mais cette expérience tourne court, Thierry Henry glanant rapidement une place de titulaire au détriment du Croate. Dans le même temps, il connaît une énorme désillusion avec sa sélection nationale puisque celle-ci n'arrive pas à se qualifier pour l'Euro 2000.
Après avoir inscrit huit buts en 21 rencontres de Premier League anglaise, Šuker quitte Arsenal et rejoint un autre club londonien : West Ham. Là encore, Šuker ne s'impose pas et quitte l'équipe au bout d'une seule année.
Il rejoint ensuite le championnat d'Allemagne et signe au Munich 1860. Une nouvelle fois, Šuker peine à retrouver son niveau d'antan. En deux saisons, il joue 25 rencontres de Bundesliga pour seulement 5 buts. Malgré ce faible ratio, il participe à la Coupe du monde en 2002. N'étant plus un titulaire en équipe de Croatie, il ne dispute que 63 minutes de la compétition, contre le Mexique. Il s'agit là de son dernier match sous les couleurs de la Croatie.
Accumulant les déceptions sportives, Davor Šuker prend sa retraite en 2003.
Le 5 juillet 2012, il est nommé président de la Fédération croate de football, il est remplacé en 2021 par Marijan Kustic.

## Palmarès

### En club
- Vainqueur de la Coupe Intercontinentale en 1998 avec le Real Madrid
- Vainqueur de la Ligue des Champions en 1998 avec le Real Madrid
- Champion d'Espagne en 1997 avec le Real Madrid
- Vainqueur de la Supercoupe d'Espagne en 1997 avec le Real Madrid
- Finaliste de la Coupe de l'UEFA en 2000 avec Arsenal

### EnÉquipe de Yougoslavie
- 2 sélections et 1 but en 1991
- Vainqueur de la Coupe du Monde des moins de 20 ans en 1987 avec les moins de 20 ans
- Vice-champion d'Europe des Nations Espoirs en 1990 avec les Espoirs
- Participation à la Coupe du Monde en 1990 (1/4 de finaliste)

### EnÉquipe de Croatie
- 69 sélections et 45 buts entre 1990 et 2002
- Participation à la Coupe du Monde en 1998 (3e) et en 2002 (Premier Tour)
- Participation au Championnat d'Europe des Nations en 1996 (1/4 de finaliste)

### Buts inscrits en sélection
| Buts de Davor Šuker en sélection | Buts de Davor Šuker en sélection | Buts de Davor Šuker en sélection | Buts de Davor Šuker en sélection | Buts de Davor Šuker en sélection | Buts de Davor Šuker en sélection |
| -------------------------------- | -------------------------------- | -------------------------------- | -------------------------------- | -------------------------------- | -------------------------------- |
| -                                | Date                             | Lieu                             | Adversaire                       | Résultats                        | Compétitions                     |
| 1.                               | 16 mai 1991                      | Stadion Crvena Zvezda, Belgrade  | Îles Féroé                       | 7-0                              | Éliminatoires de l'Euro 1992     |

| Buts de Davor Šuker en sélection | Buts de Davor Šuker en sélection | Buts de Davor Šuker en sélection  | Buts de Davor Šuker en sélection | Buts de Davor Šuker en sélection | Buts de Davor Šuker en sélection   | Buts de Davor Šuker en sélection |
| -------------------------------- | -------------------------------- | --------------------------------- | -------------------------------- | -------------------------------- | ---------------------------------- | -------------------------------- |
| -                                | Date                             | Lieu                              | Adversaire                       | Résultats                        | Compétitions                       |                                  |
| 1.                               | 22 octobre 1992                  | Stade Maksimir, Zagreb            | Mexique                          | 3-0                              | Match amical                       |                                  |
| 2.                               | 22 octobre 1992                  | Stade Maksimir, Zagreb            | Mexique                          | 3-0                              | Match amical                       |                                  |
| 3.                               | 25 juin 1993                     | Stade Maksimir, Zagreb            | Ukraine                          | 3-1                              | Match amical                       |                                  |
| 4.                               | 23 mars 1994                     | Stade Luis Casanova, Valence      | Espagne                          | 0-2                              | Match amical                       |                                  |
| 5.                               | 4 septembre 1994                 | Stade de Kadriorg, Tallinn        | Estonie                          | 0-2                              | Éliminatoires de l'Euro 1996       |                                  |
| 6.                               | 4 septembre 1994                 | Stade de Kadriorg, Tallinn        | Estonie                          | 0-2                              | Éliminatoires de l'Euro 1996       |                                  |
| 7.                               | 16 septembre 1994                | Stade La Favorita, Palerme        | Italie                           | 1-2                              | Éliminatoires de l'Euro 1996       |                                  |
| 8.                               | 16 septembre 1994                | Stade La Favorita, Palerme        | Italie                           | 1-2                              | Éliminatoires de l'Euro 1996       |                                  |
| 9.                               | 25 mars 1995                     | Stade Maksimir, Zagreb            | Ukraine                          | 4-0                              | Éliminatoires de l'Euro 1996       |                                  |
| 10.                              | 25 mars 1995                     | Stade Maksimir, Zagreb            | Ukraine                          | 4-0                              | Éliminatoires de l'Euro 1996       |                                  |
| 11.                              | 26 avril 1995                    | Stade Maksimir, Zagreb            | Slovénie                         | 2-0                              | Éliminatoires de l'Euro 1996       |                                  |
| 12.                              | 3 septembre 1995                 | Stade Maksimir, Zagreb            | Estonie                          | 7-1                              | Éliminatoires de l'Euro 1996       |                                  |
| 13.                              | 3 septembre 1995                 | Stade Maksimir, Zagreb            | Estonie                          | 7-1                              | Éliminatoires de l'Euro 1996       |                                  |
| 14.                              | 3 septembre 1995                 | Stade Maksimir, Zagreb            | Estonie                          | 7-1                              | Éliminatoires de l'Euro 1996       |                                  |
| 15.                              | 8 octobre 1995                   | Stade Poljud, Split               | Italie                           | 1-1                              | Éliminatoires de l'Euro 1996       |                                  |
| 16.                              | 15 novembre 1995                 | Stade Bežigrad, Ljubljana         | Slovénie                         | 2-0                              | Éliminatoires de l'Euro 1996       |                                  |
| 17.                              | 10 avril 1996                    | Stade Gradski vrt, Osijek         | Hongrie                          | 4-1                              | Match amical                       |                                  |
| 18.                              | 2 juin 1996                      | Lansdowne Road, Dublin            | République d'Irlande             | 2-2                              | Match amical                       |                                  |
| 19.                              | 16 juin 1996                     | Hillsborough Stadium, Sheffield   | Danemark                         | 3-0                              | Euro 1996                          |                                  |
| 20.                              | 16 juin 1996                     | Hillsborough Stadium, Sheffield   | Danemark                         | 3-0                              | Euro 1996                          |                                  |
| 21.                              | 23 juin 1996                     | Old Trafford, Manchester          | Allemagne                        | 1-2                              | Euro 1996                          |                                  |
| 22.                              | 10 novembre 1996                 | Stade Maksimir, Zagreb            | Grèce                            | 1-1                              | Qualifications coupe du monde 1998 |                                  |
| 23.                              | 23 mars 1997                     | Stade Poljud, Split               | Danemark                         | 1-1                              | Qualifications coupe du monde 1998 |                                  |
| 24.                              | 30 mars 1997                     | Stade Kaftanzoglio, Thessalonique | Grèce                            | 0-1                              | Qualifications coupe du monde 1998 |                                  |
| 25.                              | 10 septembre 1997                | Parken Stadium, Copenhague        | Danemark                         | 1-3                              | Qualifications coupe du monde 1998 |                                  |
| 26.                              | 11 octobre 1997                  | Stade Bežigrad, Ljubljana         | Slovénie                         | 1-3                              | Qualifications coupe du monde 1998 |                                  |
| 27.                              | 3 juin 1998                      | Stade Kantrida, Rijeka            | Iran                             | 2-0                              | Match amical                       |                                  |
| 28.                              | 6 juin 1998                      | Stade Maksimir, Zagreb            | Australie                        | 7-0                              | Match amical                       |                                  |
| 29.                              | 6 juin 1998                      | Stade Maksimir, Zagreb            | Australie                        | 7-0                              | Match amical                       |                                  |
| 30.                              | 6 juin 1998                      | Stade Maksimir, Zagreb            | Australie                        | 7-0                              | Match amical                       |                                  |
| 31.                              | 14 juin 1998                     | Stade Félix-Bollaert, Lens        | Jamaïque                         | 1-3                              | Coupe du monde 1998                |                                  |
| 32.                              | 20 juin 1998                     | Stade de la Beaujoire, Nantes     | Japon                            | 0-1                              | Coupe du monde 1998                |                                  |
| 33.                              | 30 juin 1998                     | Parc Lescure, Bordeaux            | Roumanie                         | 1-0                              | Coupe du monde 1998                |                                  |
| 34.                              | 4 juillet 1998                   | Stade Gerland, Lyon               | Allemagne                        | 3-0                              | Coupe du monde 1998                |                                  |
| 35.                              | 8 juillet 1998                   | Stade de France, Paris            | France                           | 1-2                              | Coupe du monde 1998                |                                  |
| 36.                              | 11 juillet 1998                  | Parc des Princes, Paris           | Pays-Bas                         | 2-1                              | Coupe du monde 1998                |                                  |
| 37.                              | 10 octobre 1998                  | Ta'Qali Stadium, Attard, Malte    | Malte                            | 1-4                              | Qualifications Euro 2000           |                                  |
| 38.                              | 14 octobre 1998                  | Stade Maksimir, Zagreb            | Macédoine du Nord                | 3-2                              | Qualifications Euro 2000           |                                  |
| 39.                              | 10 mars 1999                     | Stade Spýros Loúis, Athènes       | Grèce                            | 3-2                              | Match amical                       |                                  |
| 40.                              | 5 mai 1999                       | Stade olympique, Séville          | Espagne                          | 3-1                              | Match amical                       |                                  |
| 41.                              | 5 juin 1999                      | Gradski Stadion, Skopje           | Macédoine du Nord                | 1-1                              | Qualifications Euro 2000           |                                  |
| 42.                              | 4 septembre 1999                 | Stade Maksimir, Zagreb            | République d'Irlande             | 1-0                              | Qualifications Euro 2000           |                                  |
| 43.                              | 2 juin 2001                      | Stadion Varteksa, Varaždin        | Saint-Marin                      | 4-0                              | Qualifications Coupe du monde 2002 |                                  |
| 44.                              | 15 août 2001                     | Lansdowne Road, Dublin            | République d'Irlande             | 2-2                              | Match amical                       |                                  |
| 45.                              | 17 avril 2002                    | Stade Maksimir, Zagreb            | Bosnie-Herzégovine               | 2-0                              | Match amical                       |                                  |

### Statistiques
- 8 matchs et 7 buts en Coupe du monde : 0 en 1990, 6 en 1998 (6 buts) et 1 en 2002
- 4 matchs et 3 buts en Championnat d'Europe des Nations en 1996

### Distinctions individuelles
- Meilleur joueur du Championnat d'Europe de football espoirs en 1990
- Meilleur joueur croate de l'année en 1992, 1994, 1995, 1996, 1997 (avec Prosinecki) et en 1998
- Meilleur buteur de la Coupe du Monde en 1998 (6 buts)
- Meilleur buteur du Championnat de Yougoslavie en 1989 (18 buts)
- 2e au Ballon d'or France Football en 1998
- 3e Meilleur footballeur de l'année FIFA en 1998
- Nommé au FIFA 100 en 2004
- Recordman du nombre de buts marqués pour l'équipe de Croatie (45 buts en 69 sélections soit 0,65 but par match)